# Sympathie

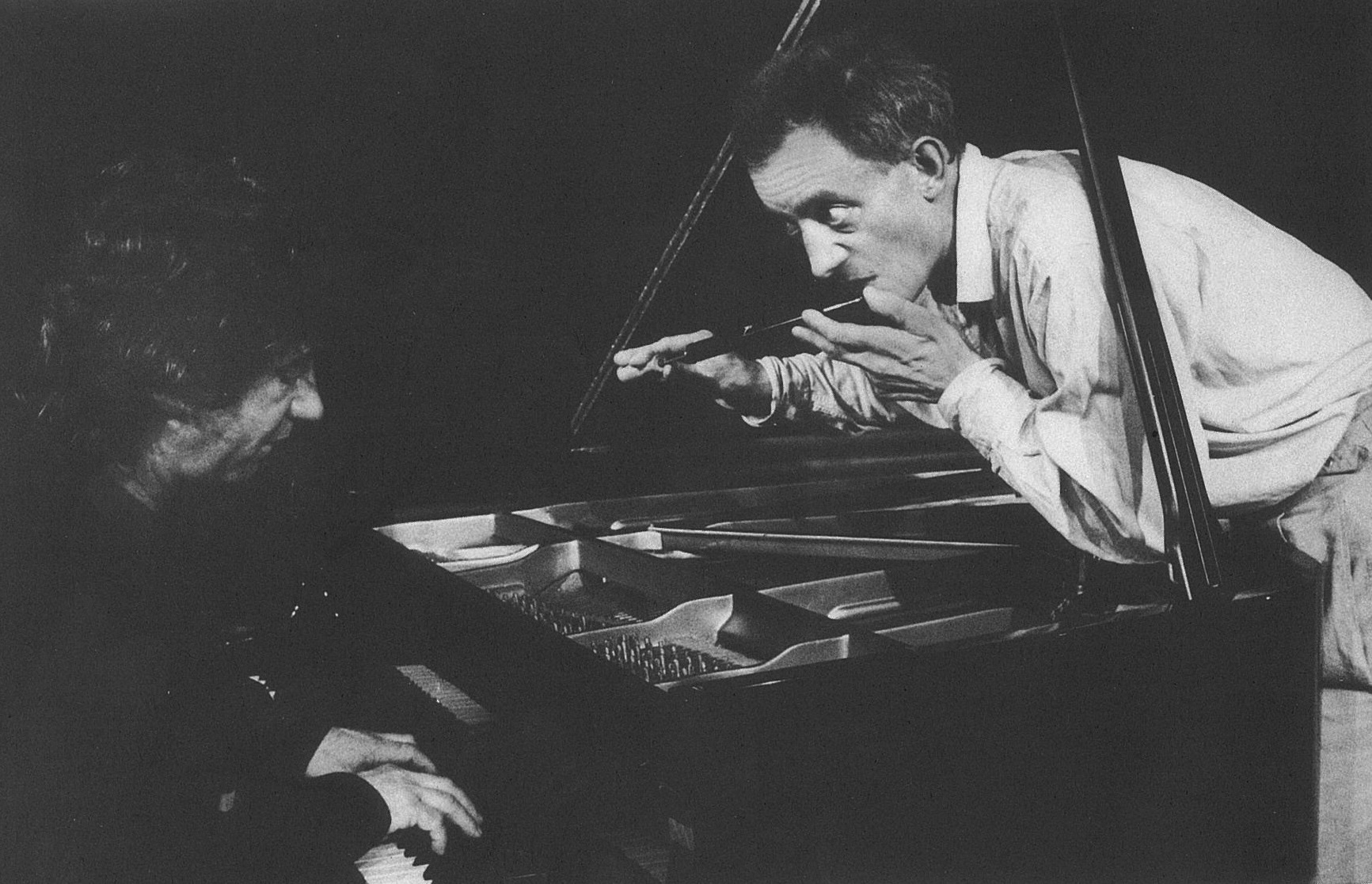
Natias Neutert (sulla destra) e il pianista Peter Adrian Wulff durante la performance Sympathie für Piano und Pumpe (1988).

Sympathie è un breve brano di musica strumentale composto da Natias Neutert, come nucleo della performance Sympathie für Piano und Pumpe.

## Storia
L'idea alla base della performance di Natias Neutert nacque in un clima di accesi scontri sulla questione se l'installazione di Joseph Beuys nota come Block Beuys, stabile al Hessisches Landesmuseum Darmstadt dal 1970, potesse o meno essere spostata in altre sedi espositive.
Con Sympathie für Piano und Pump Neutert propose una sua originale soluzione al problema, una "terza via" che prevedeva l'impiego di elementi significativi dell'installazione di Beuys (in questo caso un pianoforte e una pompa pneumatica) per far rivivere l'opera sonoramente, evitando la sclerotizzazione museale di un'opera che all'epoca era stata fortemente provocatoria.
Il progetto, grazie alla mediazione di Heiner Bastian, fu sostenuto finanziariamente da Harald Szeemann. La prima rappresentazione avvenne al Martin-Gropius-Bau di Berlino nel 1988, nel contesto delle attività legate al titolo di città europea della cultura. Sia Anselm Kiefer che Luigi Nono giunsero a Berlino appositamente per assistere alla performance, fatto che contribuì a suscitare un certo interesse nei confronti della stessa. Gli interpreti della prima furono Peter Adrian Wulff (al pianoforte) e lo stesso Natias Neutert. 
Sympathie, dal punto di vista musicale poco più di una bagatella, rappresentò anche un omaggio a Beuys, morto nel 1986.
Dal momento che la documentazione video della performance al Martin-Gropius-Bau è misteriosamente scomparsa, gli unici indizi per ricostruire il contenuto della performance ci sono offerti dalle testimonianze di coloro che parteciparono all'evento.